# Cenicientos
Cenicientos er en by og kommune i det centrale Spanien i Madrid-regionen. Den har et indbyggertal på 2.148 (2024) indbyggere.